# Dynamiczne wyważanie rozgrywki
Dynamiczne wyważanie rozgrywki – proces automatycznej zamiany parametrów, scenariusza lub zachowań w grze komputerowej w celu uniknięcia spowodowania uczucia znudzenia lub frustracji u gracza.  Z jednej strony gracz może się poczuć znudzony, jeżeli gra jest zbyt łatwa.  Z drugiej może być sfrustrowany wywindowanym poziomem trudności. Celem dynamicznego wyważania rozgrywki jest utrzymanie zainteresowania użytkownika od początku do końca gry oraz zadbanie o prawidłowy poziom wyzwania dla użytkownika. Wraz z polepszeniem umiejętności graczy w czasie (z powodu nauki mechanizmów gry), poziom wyzwań również powinien wzrastać.

## Podejścia
W literaturze znajduje się wiele różnych podejść dotyczących problemu dynamicznego wyważania rozgrywki. We wszystkich przypadkach wymagane jest mierzenie poziomu trudności, któremu użytkownik stawia się w danym momencie. Taki pomiar może zostać wykonany za pomocą funkcji heurystycznej, nazywanej przez niektórych autorów "funkcją wyzwań" (ang. challenge function). Funkcja ta sprowadza dany stan rozgrywki do wartości opisującej, jak trudna wydaje się gra użytkownikowi w konkretnym momencie. Przykładami wykorzystywanej heurystyki mogą być:
- liczba trafionych pocisków lub uderzeń,
- liczba wygranych i przegranych,
- liczba punktów życia,
- czas potrzebny do wykonania danego zadania

lub każdy miernik wykorzystywany do obliczania wyniku gry.
Podejście Hunicke'a i Chapmana
 dotyczy kontrolowania środowiska gry w celu ułatwienia bądź utrudnienia wyzwań. Na przykład jeżeli gra jest zbyt trudna, gracz otrzymuje więcej broni, regeneruje zdrowie szybciej lub staje przed mniejszą liczbą przeciwników. Chociaż podejście to może być efektywne, jego implementacja może powodować nieprawdopodobne sytuacje. Bezpośrednie rozwiązanie to połączenie tejże manipulacji parametrami z mechanizmami rozgrywki w celu modyfikacji zachowania bohaterów niezależnych (NPC, postaci kontrolowanych przez komputer).
Tradycyjna implementacja takiego rozwiązania to wykorzystanie reguł zachowania bohaterów niezależnych, zdefiniowanych podczas produkcji gry. Przykładowa reguła w bijatyce może brzmieć "uderz przeciwnika, jeśli jest dostatecznie blisko, w innym wypadku dojdź do niego". Rozwinięcie tego podejścia może być dokonane za pomocą metody Sproncka et al.: dynamicznego skryptowania, które przypisuje każdej regule prawdopodobieństwo jej wyboru. Wartości te mogą być dynamicznie określane podczas gry według umiejętności gracza, prowadząc do przystosowania rozgrywki dla danego użytkownika. Za pomocą prostego mechanizmu reguły te mogą być wybierane w taki sposób, by taktyka przeciwników nie była ani za trudna ani za łatwa dla danego gracza.
Andrade et al.
 dzielą problem dynamicznego wyważania rozgrywki na dwie płaszczyzny: umiejętności (ucz najlepiej, jak potrafisz) i wydajność (działaj tylko tak dobrze, jak jest to wymagane). Ten podział jest dobrze znany w językoznawstwie jako zaproponowany przez Noama Chomsky'ego. Ich podejście dotyczy wykorzystania na obydwu płaszczyznach wzmocnionego uczenia (ang. reinforcement learning). Uczenie offline jest wykorzystywane do inicjacji procesu nauczania. Może to być wykonane poprzez nakazanie agentowi grania przeciwko samemu sobie (samonauczanie), innym agentom lub żywym graczom. Następnie wykorzystywana jest faza nauczania online w celu adaptacji istniejącej już inteligencji do określonego ludzkiego przeciwnika, w celu odkrycia najlepiej pasującej strategii gry przeciwko niemu. Ich pomysł dotyczący umiejętności polega na znalezieniu określonej reguły zachowań agenta w celu dostarczenia adekwatnego poziomu trudności, np. akcji trzymających agenta i gracza na podobnym poziomie trudności. Agent może wybierać akcje o określonej wydajności względem tego, na jakim poziomie trudności gracz odgrywa dane akcje. Dla określonej sytuacji, jeżeli poziom rozgrywki jest za trudny, agent nie wybierze optymalnego rozwiązania (nauczonego w procesie wzmocnionego nauczania), lecz będzie wybierać progresywnie mniej optymalne akcje póki jego umiejętności nie zrównają się z umiejętnościami gracza. Podobnie jeżeli poziom rozgrywki jest za łatwy: agent wybierze akcje, które są wydajniejsze póki nie osiągnie on umiejętności gracza.
Demasi and Cruz zbudowali inteligentnych agentów wykorzystując technikę algorytmów genetycznych w celu zostawienia agentów najlepiej przystosowanych do poziomu gracza. W celu przyspieszenia procesu nauczania wykorzystywana jest metoda koewolucji online. Koewolucja online wykorzystuje uprzednio zdefiniowane modele (agentów z dobrze dobranymi cechami genetycznymi) jako rodziców następnego pokolenia. Modele te tworzone są poprzez uczenie offline lub ręcznie, jeżeli kodowanie genetyczne agenta jest wystarczająco proste.
Inne prace na polu dynamicznego wyważania rozgrywki bazują na hipotezach, że interakcja gracz-oponent — bardziej niż elementy audiowizualne, kontekst lub gatunek gry — jest wartością w głównej mierze określającą jakość rozrywki danej gry.
Dalsze badania przeprowadzone przez Yannakakisa i Hallama pokazały, że sieci neuronowe mogą wyciągnąć bardziej prawdopodobną wartość satysfakcji gracza wprowadzając odpowiednią wartość "wyzwania i ciekawości" (ang. challenge and curiosity – zasadnicze czynniki jakościowe opisujące rozgrywkę według Malone'a) i informacje o preferencjach gracza. Podejście konstruowania modeli graczy, które może przewidzieć, jakie warianty gry są mniej lub bardziej interesujące, nazywa się "modelowaniem rozrywki" (ang. entertainment modeling). Dany model jest zazwyczaj konstruowany za pomocą uczenia maszynowego wykorzystując parametry rozgrywki otrzymane z interakcji pomiędzy graczem a grą oraz nagranych sygnałów psychologicznych gracza podczas gry. To podejście dające zastosować się w wielu rodzajach gier, w tym komputerowych.

## Użycie w grach komputerowych
Gra Left 4 Dead wykorzystuje nową technologię sztucznej inteligencji nazwaną "Reżyserem" (ang. the Director). Reżyser jest wykorzystywany do proceduralnego generowania wyzwań dla graczy za każdym razem, gdy grają. Monitoruje on osiągi graczy oraz to, jak dobrze współpracują ze sobą jako zespół w celu określenia poziomu trudności rozgrywki. Poza tym Reżyser kontroluje również niektóre elementy audiowizualne na przykład w celu nastrojenia graczy przed spotkaniem z bossem lub aby zwrócić ich uwagę na określone miejsce.
Valve nazywa pracę Reżysera "narracją proceduralną", ponieważ zamiast ciągłego zwiększania poziomu trudności sztuczna inteligencja analizuje, jak daleko zaszli gracze w grze do tej pory i próbuje dodać do rozgrywki pomniejsze wydarzenia, mające na celu dać złudzenie narracji.